# Altınova (distrikt)
Altınova är ett distrikt i Yalova-provinsen i Turkiet. Dess säte är staden Altınova. Dess yta är 113 km², och dess befolkning är 32 207 (2022).

## Kommuner och byar
Det finns fyra kommuner i Altınova-distriktet:
- Altınova
- Kaytazdere
- Subaşı
- Tavşanlı

Det finns 12 byar i Altınova-distriktet:

- Ahmediye
- Aktoprak
- Çavuş
- Çavuşçiftliği
- Fevziye
- Geyikdere
- Havuzdere
- Karadere
- Örencik
- Sermayecik
- Soğuksu
- Tokmak